# کانت-بوروچا
کانت-بوروچا (به لهستانی:  Kąty-Borucza) یک روستا در لهستان است که در گمینا دوبره (استان ماسوویان) واقع شده‌است.
 کانت-بوروچا  ۱۷۰ نفر جمعیت دارد.